# Neun Garnisonen der Ming

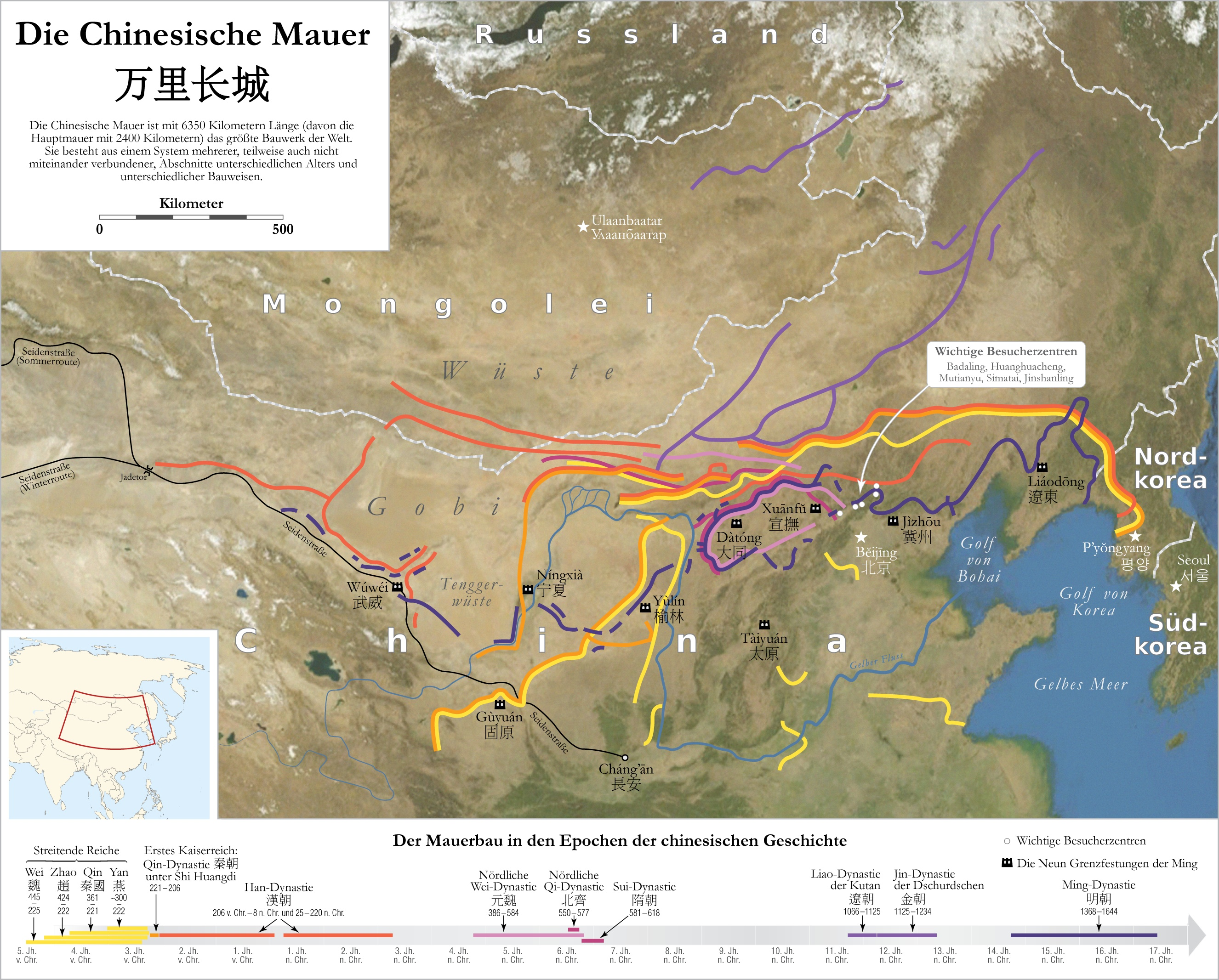
Die Chinesischen Mauern und die Neun Garnisonen

Die Neun Garnisonen der Ming oder Jiubian (chinesisch 九邊 / 九边, Pinyin Jiǔbiān – „Neun Grenzen“), auch Jiuzhen (chinesisch 九鎮 / 九镇, Pinyin Jiǔzhèn – „Neun Garnisonen“), waren ein militärisches System zur Bewachung der Chinesischen Mauer, das in der Ming-Dynastie unter Kaiser Hongzhi ins Leben gerufen wurde.

## Das System der Garnisonen
Durch stetigen Ausbau und Verbesserung wurde die Große Mauer während der Ming-Dynastie zu einem Verteidigungsnetzwerk, das durch ein ausgefeiltes System militärischer Verwaltungsstrukturen gestützt wurde. Die Entsendung spezieller Truppen zur Aufrechterhaltung der militärischen Sicherheit erlaubte es den Führern der Ming, aufziehende Gefahren durch Angriffe und Invasionsversuche vom Kernland fernzuhalten.
Das System dieses Verteidigungsnetzwerks bestand aus neun Garnisonen, die nacheinander an den Abschnitten der Mauer stationiert wurden. Die Garnisonsstädte wurden militärisch stark ausgebaut, Teile der Befestigungen sind dort auch heute noch erhalten.
Die neun Garnisonen waren:
- Liaodong-Garnison (辽东镇,  Liaodong zhen)
- Xuanfu-Garnison (宣府镇,  Xuanfu zhen)
- Datong-Garnison (大同镇,  Datong zhen)
- Yansui-Garnison (延绥镇,  Yansui zhen), auch Yulin-Garnison (榆林镇,  Yulin zhen)
- Ningxia-Garnison (宁夏镇,  Ningxia zhen)
- Gansu-Garnison (甘肃镇,  Gansu zhen)
- Ji-Garnison (蓟镇,  Ji zhen), auch Jizhou-Garnison (蓟州镇,  Jizhou zhen)
- Taiyuan-Garnison (太原镇,  Taiyuan zhen), auch Shanxi-Garnison (山西镇,  Shanxi zhen) oder Sanguan-Garnison (三关镇,  Sanguan zhen)
- Guyuan-Garnison (固原镇,  Guyuan zhen), auch Shaanxi-Garnison (陕西镇,  Shaanxi zhen)

Später wurden unter Jiajing ausgehend von der Ji-Garnison zwei weitere Garnisonen in den Nordwesten entsandt, so dass schließlich elf Garnisonen an der Großen Mauer stationiert waren:
- Changping-Garnison (昌平镇,  Changping zhen)
- Zhenbao-Garnison (真保镇,  Zhenbao zhen)

## Die Garnisonsstruktur
Die Garnisonen waren drei Kommandeuren unterstellt, den sogenannten Generälen Jiliao, Xuanda und Shaanxi Sanbian. Die Namen dieser Generäle waren von den jeweiligen Garnisonen abgeleitet, die ihnen unterstanden. Unter der Kontrolle von „General Jiliao“ waren Liaodong, Jizhen, Changzhen und Zhenbao, dem „General Xuanda“ unterstanden Xuanfu, Datong und Taiyuan; und „General Shaanxi Sanbian“ schließlich hatte die Garnisonen Yansui, Ningxia, Guyuan und Gansu unter sich. Unter ihrem Kommando stand ein fein gegliedertes Netzwerk aus niedrigeren militärischen Rängen. Die höheren Offiziere rekrutierten sich aus dem Adel und ranghohen Militärs, der Stadtverwalter der jeweiligen Garnisonsstadt war ein Zivilist.
Der Garnisonskommandeur (Zhenshou) stand über verschiedenen Unterkommandeuren (Fenshou), denen wiederum die Befehlshaber der einzelnen Festungen (Shou bei) verantwortlich waren. Die Kommandokette erstreckte sich über den Truppenhauptmann (Zongbing), seine Stellvertreter (Fu zongbing) und weitere Dienstgrade bis zum einzelnen Soldaten. Insgesamt waren etwa 300.000 Soldaten und Offiziere in den Garnisonen im Einsatz.

## Die Garnisonsbauwerke

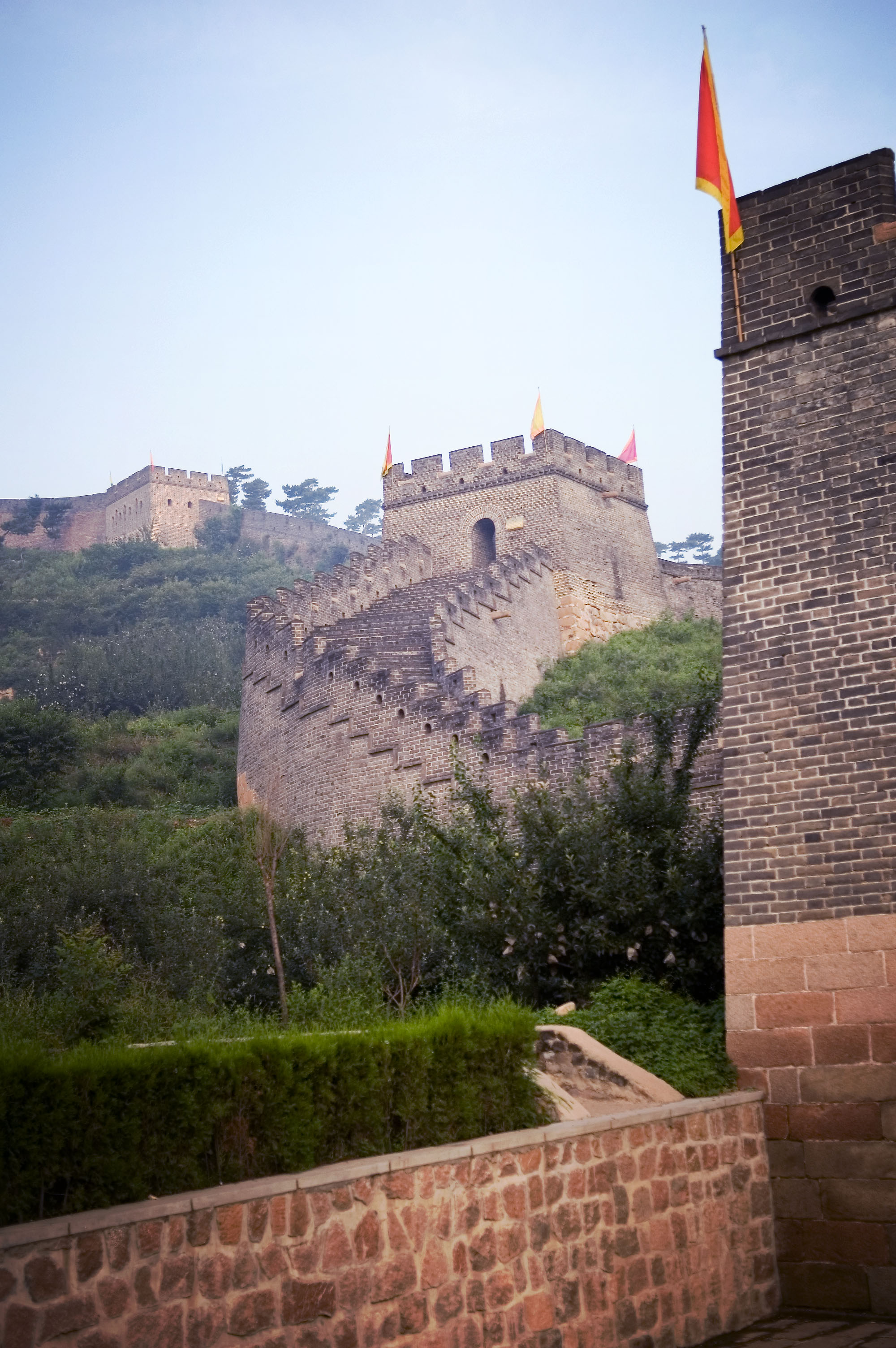
Die Große Mauer bei Shanhaiguan

Die Hauptquartiere in den befestigten Garnisonsstädten als oberste Ebene der Verteidigungsstruktur verwalteten ein System von Untereinheiten (Lu), die je nach der jeweiligen Situation in der Größe variierten. Sie bestanden aus einem System von Passfestungen, Burgen, Wach- und Signaltürmen und anderen Verteidigungseinrichtungen. So unterstand etwa der Ji-Garnison die Untereinheit Shanhailu, die unter anderem die Passfestungen Shanhaiguan, Nanhaikouguan, Nanshuiguan und seinen Wachturm, Hanmenguan, Beishuiguan und den zugehörigen Wachturm, Jiaoshanguan, Sandaoguan und Sieryuguan umfasste.
Die in oder an der Mauer befindlichen militärischen Bauwerke und Einrichtungen waren ebenso klar gegliedert wie das Truppensystem. Von besonderer Bedeutung waren die Passfestungen. Die Bedeutung der Passfestungen wurde von ihrer besonderen strategischen Lage bestimmt. Sie wurden an leicht zu verteidigenden Stellen wie Hügel- oder Bergspitzen, an Klippen, Flussbiegungen und in oder bei Schluchten und engen Tälern erbaut. Manche von ihnen waren schon vor den Ming in Gebrauch und wurden von ihnen stärker befestigt oder wie im Fall des Yanmenguan gar verlegt und neu erbaut. Im Falle eines Angriffs oder sonstigen militärischen Notfalls hielten sich hier die Generäle und hochrangigen militärischen Befehlshaber auf.

## Die Garnisonen

### Liaodong-Garnison
Der Kommandeur der Einheit war in Liaoyang in der Provinz Liaoning stationiert. Der von der Garnison bewachte Mauerabschnitt reichte von Jinshan am Yalu im Osten bis zum Shanhaiguan im Westen und besaß eine Länge von 975 Kilometern.

### Xuanfu-Garnison
Diese Garnison lag in der Nähe des heutigen Kreises Xuanhua in der Provinz Hebei und wurde als eine der wichtigsten Garnisonen eingestuft. Ihr Mauerabschnitt besaß eine Länge von 510 Kilometern und begann am Juyongguan im Osten und reichte bis zum Fluss Xihun He nordöstlich von Datong im Westen. Aufgrund der strategisch wichtigen Lage im Nordwesten der Hauptstadt waren die Mauern in diesen Abschnitt äußerst solide, in einigen Abschnitten waren neun Mauern hintereinander gebaut worden, jede davon mit starken Truppen besetzt.

### Datong-Garnison
Die Garnison war in Datong in der Provinz Shanxi stationiert und war verantwortlich für den mehr als 330 km langen Abschnitt zwischen Zhenkoutai im Nordosten des Kreises Tianzhen und dem Yajiao Shan im Kreis Qingshuihe in der Inneren Mongolei.

### Yansui-Garnison
Das Hauptquartier Yulinbao („Festung von Yulin“) lag in Yulin. Die Truppe überwachte den Mauerabschnitt zwischen Qingshuiying bei Qingshui in der Inneren Mongolei im Osten bis nach Huamachi (heute Yanchi, Ningxia) im Westen über eine Länge von etwa 885 Kilometer.

### Ningxia-Garnison
Das Hauptquartier der Garnison befand sich in Yinchuan, Ningxia. Der von ihr kontrollierte Mauerabschnitt war mehr als 1.000 Kilometer lang und erstreckte sich von Dayanchi (heute Yanchi) in Ningxia im Osten bis nach Lanjing in der Provinz Gansu.
Große Teile dieses Abschnittes sind heute unter Sand begraben, der vom Wind aus der Wüste Gobi herangetrieben wurde, nur im Bereich des Helanshan sind lange Abschnitte erhalten geblieben. An einer Stelle bei Shizhuishan ist der Versatz der Mauer durch erdbebenbedingte Geländeverschiebungen um mehrere Meter zu beobachten.

### Gansu-Garnison

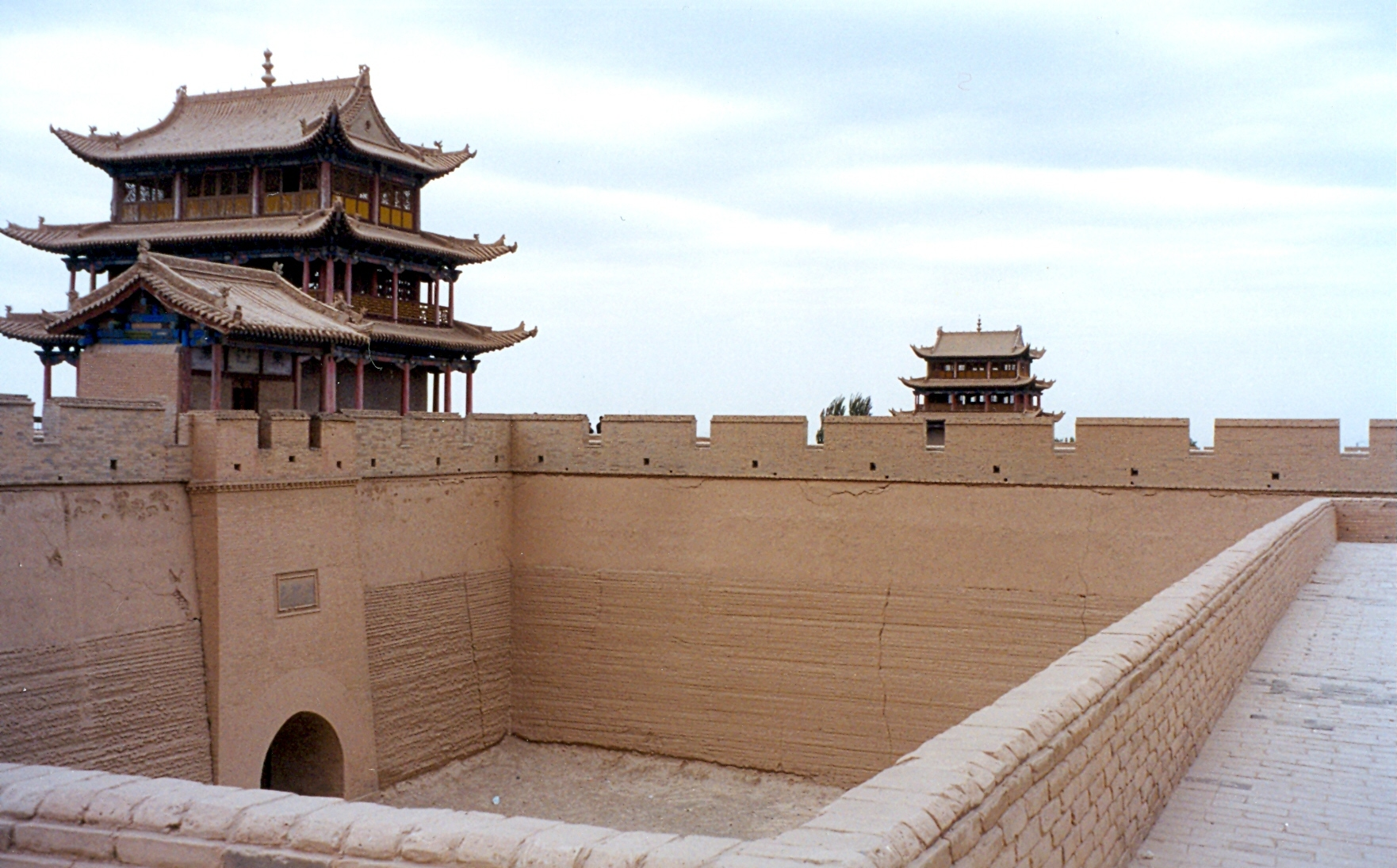
Das Fort von Jiayuguan

Der mehr als 800 Kilometer lange Abschnitt zwischen Jincheng am Huang He (heute Lanzhou, Gansu) im Osten und dem Jiayuguan-Pass im Westen wurde von der Gansu-Garnison bewacht, die in Zhangye in Gansu stationiert war. Auch hier sind viele Teilabschnitte im Sand versunken, wiewohl einige Bereiche noch gut erhalten sind. Ein gutes Beispiel sind die zehn Meter nebeneinander herlaufenden Zwillingsmauern von Shandan.

### Jizhou-Garnison
Der Stationierungsort der Garnison wurde mehrmals verlegt und lag schließlich in Santunying im Kreis Jixian in Hebei. Ihr Mauerabschnitt hatte zwischen den Pässen Shanhaiguan und Juyongguan an seinen Endpunkten eine Länge von mehr als 600 Kilometern, wird der Abschnitt der Changping-Garnison noch dazugerechnet, beträgt die Gesamtlänge etwa 880 Kilometer.

#### Changping-Garnison
Die Changping-Garnison lag in Changping nordwestlich von Peking, sie wurde deshalb als die Wache der Hauptstadt und der Kaiserlichen Gräber betrachtet. Der etwa 230 Kilometer lange Abschnitt begann im Osten und verlief bis Zijingguan im Westen.

#### Zhenbao-Garnison
Die Zhenbao-Garnison war in Baoding stationiert und bewachten den etwa 390 Kilometer langen Abschnitt zwischen Yanhekou (heute in Mentougou, Peking) bis Lululingkou in Shanxi, in dem zum Beispiel die Übergänge Longguan und Niangziguan liegen.

### Taiyuan-Garnison
Die Garnison wurde auch als Shanxi-Garnison bezeichnet und hatte ihr Hauptquartier in Ningwu am Pianguan (Pian-Pass). Der etwa 800 Kilometer lange Mauerabschnitt liegt zwischen dem Ufer des Huang He bei Hequ in Shanxi und Huangyuling (heute östlich von Heshun, Shanxi). Er war ausnehmend gut befestigt und umfasste die „Drei Äußeren Pässe“ Pianguan, Ningwuguan und Yanmenguan sowie die Übergänge des Pingxingguan, Longquanguan und Guguan, und schließlich die Feste Laoyingbao. Der Mauerabschnitt lag im Süden der Garnisonen Datong und Xuanfu und wurde deshalb auch „Innere Große Mauer“ genannt.

### Guyuan-Garnison
Die Truppen der Guyuan-Garnison überwachten ausgehend von Guyuan nahe dem heutigen Huaishupu im Kreis Pingding des Autonomen Gebiets Ningxia einen mehr als 500 Kilometer langen Mauerabschnitt zwischen Jingbian in Shaanxi im Osten bis Gaolan in der Provinz Gansu im Westen.
Die Mauer dieses Abschnittes ist bis auf die Umgebung des Guguan-Passes in schlechtem Zustand und im Gelände kaum mehr zu erkennen.